# Anidiocerus variabilis
Anidiocerus variabilis är en insektsart som beskrevs av Maldonado-capriles 1976. Anidiocerus variabilis ingår i släktet Anidiocerus och familjen dvärgstritar. Inga underarter finns listade i Catalogue of Life.